# Alan Cantero
Alan Martín Cantero (San Juan, 28 de junio de 1998) es un futbolista argentino. Juega como delantero y su equipo actual es el Alianza Lima de la Liga 1 del Perú. 

## Trayectoria
Cantero pasó por las categorías inferiores del Sportivo Peñarol. Fue ascendido a la configuración sénior del club para disputar el Torneo Federal B en 2016, haciendo su debut en la liga local a la edad de dieciocho años. Ganaron la promoción del Torneo Regional Federal Amateur recién creado en 2019, con Cantero anotando dos veces en la victoria por 2-1 sobre Independiente de Chivilcoy en una final de play-off de promoción. En el Torneo Federal A, anotó goles ligueros ante Sportivo Estudiantes, Huracán Las Heras, Sol de Mayo, Sportivo Desamparados y Olimpo antes del cierre de la temporada; también marcó un doblete sobre Desamparados en la Copa Argentina.
En junio de 2020, Cantero partió de Sportivo Peñarol después de la expiración de su contrato y posteriormente se unió al equipo de la Primera División de Argentina, el Godoy Cruz. Tras no ser utilizado en el banquillo de suplentes ante River Plate un mes antes, debutó el 14 de diciembre en un empate por la Copa de la Liga Profesional ante Central Córdoba; en sustitución de Tomás Badaloni a falta de once minutos.
Posteriormente, luego de su paso por Godoy Cruz, paso por Estudiantes y por Barracas Central, clubes de su país natal, Argentina, donde tuvo una discreta participación en ambos conjuntos.
Luego, en enero del 2025, Cantero se iría de préstamo por un año al club peruano Alianza Lima, donde se iría convirtiendo en figura clave para el conjunto blanquiazul y marcaría goles clave, como contra Sporting Cristal en la Liga 1 y contra Universidad Católica de Ecuador en octavos de final de Copa Sudamericana, entre otros más. 

## Clubes
| Club             | País      | Año       |
| ---------------- | --------- | --------- |
| Sportivo Peñarol | Argentina | 2016-2020 |
| Godoy Cruz       | Argentina | 2020-2021 |
| Estudiantes      | Argentina | 2022      |
| Barracas Central | Argentina | 2023-2024 |
| Alianza Lima     | Perú      | 2025-act. |